# St. Sylvester (Quakenbrück)

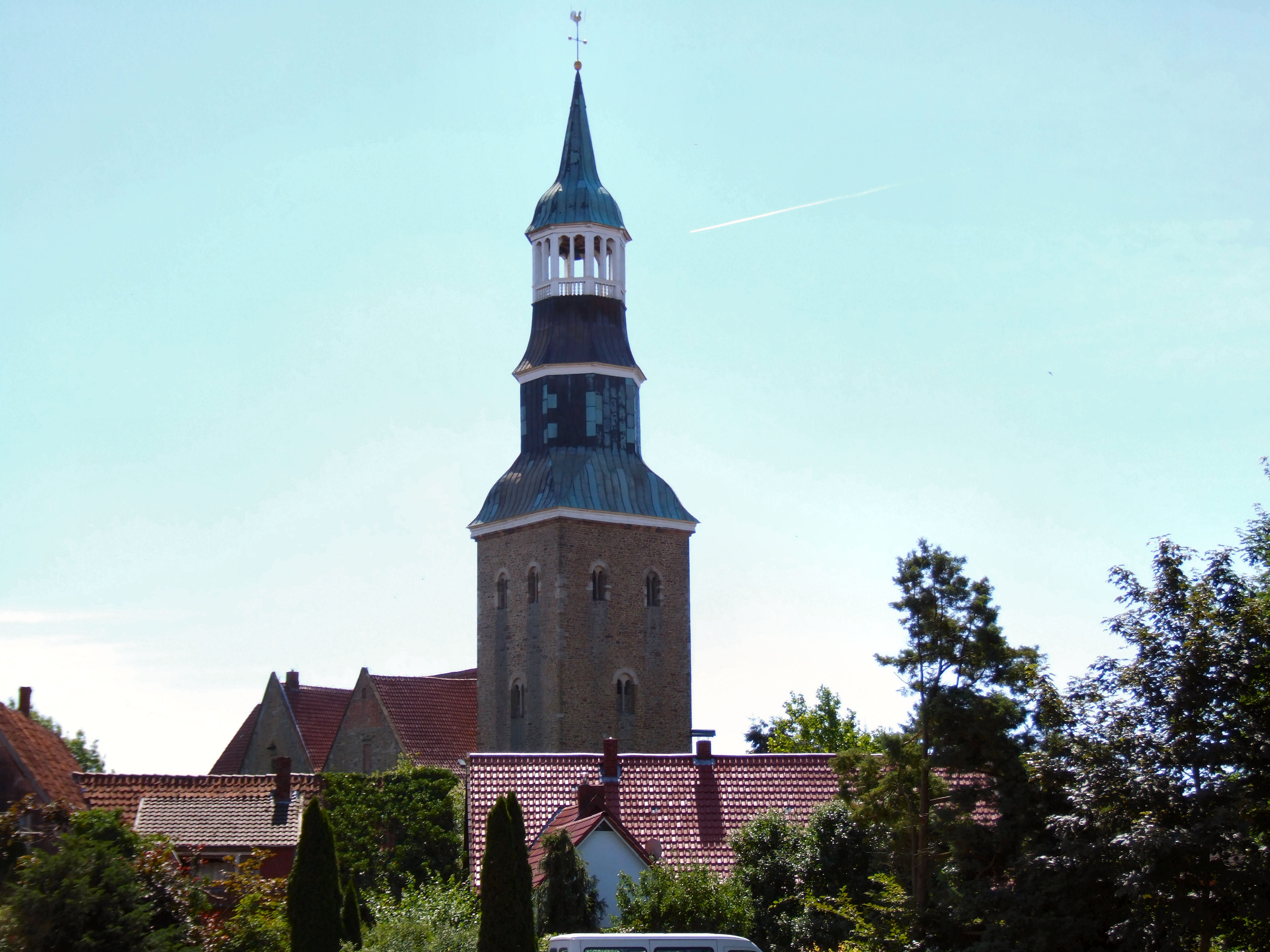
St. Sylvester

Die St.-Sylvester-Kirche in Quakenbrück ist eine Hallenkirche aus Naturstein und Backstein. Errichtet wurde sie durch ein 1235 durch den Bischof Konrad I. von Osnabrück gegründetes Kanonikerstift.
St. Sylvester ist als Pfarrkirche und „Offene Kirche“ in den Sommermonaten ganztägig zugänglich. Am Trinitatissonntag wird alljährlich die 1534 gedruckte plattdeutsche Bibel des Reformators Bonnus ausgestellt, die er seiner Heimatgemeinde übereignete.

## Lage und örtliche Gegebenheiten
Die Kirche steht inmitten eines rund-oval angelegten Kirchhofs in der Altstadt von Quakenbrück, kaum einhundert Meter vom zentralen Marktplatz entfernt. Die Lage der Kirche ist städtebaulich eine Besonderheit, weil sie am Ende einer Sackgasse (Große Kirchstraße) steht. Die an den Kirchhof angrenzenden Gärten und Häuser lassen gerade soviel Raum, dass man ihn fußläufig umrunden kann. Sie wurde 1235 als Mittelpunkt eines Kollegiatstifts gegründet, eine Korporation weltlicher Geistlicher.
In einer Urkunde von 1235, die oft als Gründungsurkunde des Stiftes herangezogen wird, ist bereits eine Kirche (basili) angeführt. Der Ausdruck basilika bezeichnet seit karolingischer Zeit einen mehrschiffigen Kirchenbau, was sich bis heute in einzelnen unterschiedlichen Mauerzonen des Gebäudes zeigt. Da im Mittelalter ein Kloster nicht ohne gottesdienstlichen Raum bezogen werden durfte, muss die Kirche vor 1235 in Gebrauch genommen worden sein.

## Gründung und Gründungsbau
Der Stiftspatron, seit 1271 der heilige Sylvester, wurde auch der Hauptpatron der Pfarrkirche. Die Pfarrkirche erscheint urkundlich 1296 zum ersten Mal; ein Pfarrer dieser Kirche wird aber schon 1286 genannt. Der Baubeginn des Kirchengebäudes fällt in die letzten Jahrzehnte des 13. Jahrhunderts. Über den der Mutter Gottes geweihten Vorgängerbau ist wenig überliefert. Er wurde basilica oder capella genannt, hatte also wohl nur bescheidene Ausmaße.
Im Außenbau wird die erste Bauperiode von circa 1300 durch den braun-roten Raseneisenstein kenntlich. Die Strebepfeiler sind zum großen Teil aus demselben kleinteiligen Bruchstein gemauert wie der Turmunterbau. Die Überhöhung der frühgotischen Langhauswände erfolgte erst bei der Wölbung des Schiffes. Damals entstanden die Zwerchdächer mit ihren Giebeln über den Seitenschiffen.

## Bauwerk

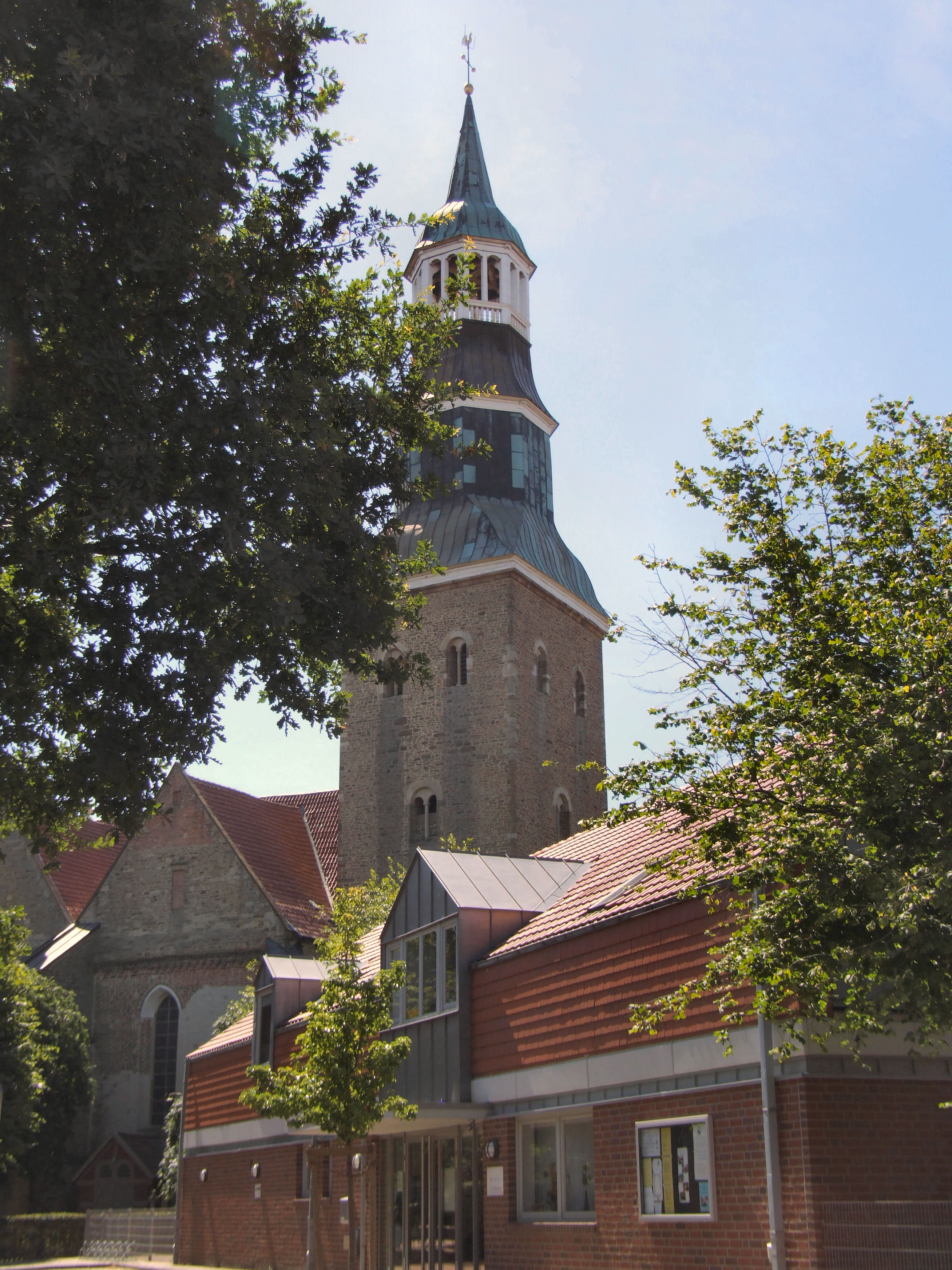
Unregelmäßiges Natursteinmauerwerk, im Giebeldreieck Reparaturen aus Backstein, unter dem Fries (Traufenhöhe) reguläres Backsteinmauerwerk

### Schiff und Chor
Auffallend sind die unterschiedlichen Baustoffe: Sandstein, Backstein (Friese und Teile der Seitenwände) Raseneisenstein.

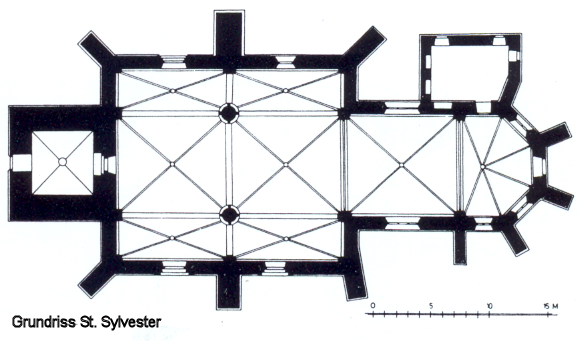
Grundriss von St. Sylvester

An das um 1320 errichtete zweijochigen gotische Hallenschiff mit schmalen Seitenschiffen schließt sich im Osten ein einschiffiger spätgotischer Chor (1470) an, bestehend aus einem rechteckigen Joch und einer polygonalen Apsis mit 5/8-Schluss. Die beiden quadratischen Langhausjoche und das ebenso ausgebildete Chorjoch werden von Kreuzrippengewölben überspannt. Die Datierung ist durch eine Inschrift am Triumphbogen vor dem Chor belegt:
„anno Dm mcccclxx (1470) do wort ghewelffet de kercke, in derr tyd weren kercksworen otto vos, knape, tepe, bureke, albert spreman“.
Die darüber befindlichen Medaillons enthalten das Quakenbrücker Stadtwappen und das Wappen des Bischofs von Osnabrück.
Wie in Alt-Westfalen recht häufig, hat das Dach des Langhauses Zwerchgiebel über den Seitenschiffen.

### Turm
Der im Westen stehende Turm mit seinem steinernen Unterbau wurde 1489 bis 1499 errichtet. Er hat im unteren Bereich nach Westen eine gotisch-spitzbogige Fensteröffnung, weiter oben romanisch rundbogige Biforien. Das erscheint nach der Architekturgeschichte verwunderlich, aber der Backsteinturm der der Alexanderkirche in Wildeshausen weist eine ähnliche Verteilung der Stilformen auf. Bis 1703 hatte der Turm einen spitzen spätgotischen Helm. Nach einem Sturmschaden wurde das heutige barocke Dach geschaffen: auf dem Mauerabschluss sitzt eine Haube, die zu mehreren oktogonalen Konstruktionen überleitet, zunächst ein fensterloses Geschoss, darauf ein weiteres Haubendach, darauf eine offene Laterne mit einer angedeuteten Zwiebelhaube. Das krönende Kreuz befindet sich in 68 m Höhe.

### Wandbemalung
Die freigelegte und vollständig restaurierte aufwändige Rankenmalerei der Gewölbe sind spätgotisch und mit Wappen der Adelsgeschlechter verbunden, darunter die der Familien Voß, Scharpenberg, von Dincklage und von Elmendorff. Ein weiterer Schlussstein zeigt das Rad der Stadt Osnabrück und das Quakenbrücker Stadtwappen. Im Chorgewölbe befinden sich weitere Wappen. Sie dürfte gleich im Anschluss an die Wölbung, also ab 1470 ausgeführt worden sein. Vermutlich gleichzeitig sind die Fresken entstanden, von denen sich die „Heilige Ursula mit den 10.000 Jungfrauen“ über der Tür zur Sakristei befindet und die Ölbergs- und Kreuzigungsbilder an den Wänden des Vorchors. Diese Bilder wurden 1914 freigelegt und von der Südostecke des Langhauses an ihren neuen Platz übertragen.
Über der Wandvertäfelung des Kirchengestühls befindet sich ein Wandgemälde aus der Zeit um 1470: Christus am Ölberg mit der Inschrift:
„God Vader solt et mäglik un van syne mode sin, so keer va mi de bittre pin.“

## Ausstattung

### Hochaltar
Der Hochaltar wurde 1662 von der Burgmannsfamilie Voss gestiftet. Große Säulen flankieren das Hauptbild und tragen ein vorspringendes Gesims. Das Motiv der flankierenden Säulen wiederholt sich in kleinem Maßstab neben dem Mittelbild des Obergeschosses. Das große Gemälde stellt das Abendmahl dar, von dem Osnabrücker Maler Clostermann nach dem Vorbild des um 1620 entstandenen Abendmahlsbildes von Peter Paul Rubens gemalt. Die anderen Gemälde, im Obergeschoss die Auferstehung und in den seitlichen Medaillons Sündenfall, Verkündigung, Anbetung der Hirten und Himmelfahrt stammen von anderer (unbekannter) Hand. Als geschnitzte Figuren stehen die großen Gestalten von Petrus und Paulus neben dem Abendmahlsbild. Kleiner und in den Gesamtumriss des Altars eingefügt sind die vier Evangelisten mit ihren Attributen. Die bekrönende Gruppe zeigt den Gekreuzigten zwischen Maria und Johannes.

### Kanzel
Am Schalldeckel der Kanzel ist außer dem Stadtwappen und denen der Familien Voss und Dincklage das Epitaph des Pastors und Konsistonalrates Vitus Büscher aus dem 17. Jahrhundert aufgeführt.

### Triumphkreuz
Die älteste Erneuerung des Kreuzes fand 1473 durch den Fassmaler und Renovator Magister Johannes und seinen Sohn Bernhardus statt. 1659 wurde das Kreuz erneut heruntergeholt. Ein drittes Mal ist eine Abnahme und Restaurierung für 1786 überliefert. Die letzte Restaurierung fand 1961 statt.

### Palmesel

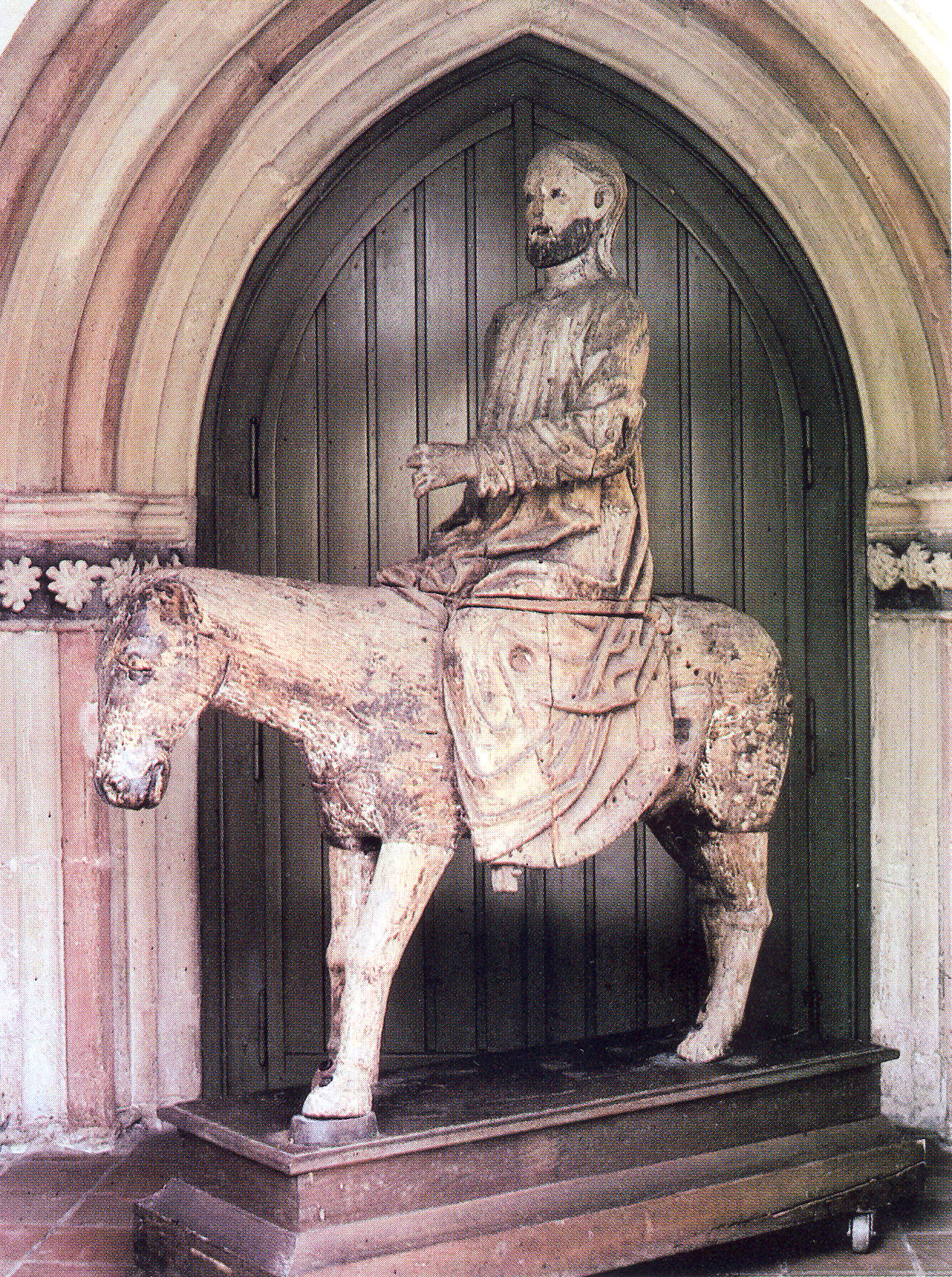
Palmesel

Aus dem Ende des 15. Jahrhunderts stammt ein in Norddeutschland einzigartiger Palmesel, ein hölzerner Esel mit auf ihm reitender Christusfigur, der von den Schülern der Lateinschule bei der Palmsonntagsprozession durch die Straßen gezogen wurde.
Den Künstler siedeln Fachleute im norddeutschen Raum, vielleicht sogar in Quakenbrück selbst an. Nach Professor Ottenjann vom Museumsdorf Cloppenburg gibt es insgesamt etwa 150 Prozessionsesel in Deutschland, die weit überwiegenden allerdings in Süddeutschland. Die meisten sind aus Holz, nur acht aus Stein.
Der Grundtyp, Christus reitet segnend und in der Linken die Zügel oder ein Buch haltend mit aufgerichtetem Oberkörper auf dem Esel, der auf einem mit Rädern versehenen Bodenbrett oder einem fahrbaren Gestell steht oder schreitet, wird in der Folgezeit nur wenig variiert.
Mindestens bis ins elfte Jahrhundert waren bei den Prozessionen echte Esel mitgeführt worden. Von den Bamberger Sängerknaben ist noch aus dem 15. Jahrhundert überliefert, dass sie mit einem echten Esel gingen. Doch die Tiere brachten aufgrund ihres bekannt störrischen Wesens die strenge Prozessionsordnung durcheinander und wurden daher durch hölzerne Figuren ersetzt.
Im 16. Jahrhundert berichten Chronisten von einem „hültzin Esel auff einem wägelin mit einem darauff gemachten Bild bild yhres Gots“.
Mit der Reformation endet diese Tradition, zumindest im norddeutschen Raum. Die Lutheraner dichteten Spottlieder auf den Prozessionsesel und zerhackten ihn zu Brennholz. Sein Name geriet zum Schimpfwort: Wer zu spät zum Gottesdienst kam, wurde Palmesel gescholten.
In Quakenbrück, das nach der Reformation erst wieder im Jahr 1875 eine katholische Kirche erhalten hat, wurde der Brauch von der Lateinschule bis gegen 1920 lebendig gehalten – vermutlich freilich eher aus Jux denn als geistliche Andacht.

### Chor- und Kirchengestühl

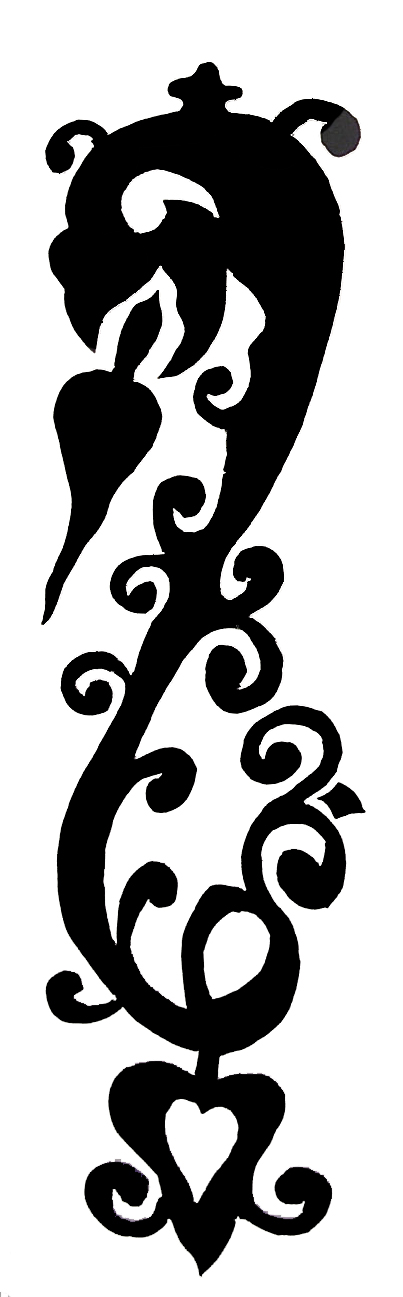
Artländer Drache

Kirchengeschichtlich bedeutsam war die Rückkehr des Sylvesterkapitels, das 1276 nach Bramsche hatte übersiedeln müssen, nach Quakenbrück im Jahr 1489. Dieses Ereignis war Anlass zur Herstellung des spätgotischen Chorgestühls aus Eichenholz, das an seinen östlichen Gestühlswangen reichen spätgotischen ornamentalen Schmuck und an den Knäufen der Armlehnen Blattwerk trägt.
Im Kirchengestühl aus der Renaissance hat der Artländer Drache seinen Ursprung. Etwa 40 verschiedene Ornamente in Flachschnitzerei zeigen die „Symbolfigur für das Böse, das hier eingefangen wurde“, ein Motiv, das später für Artländer Möbel, wie Truhen und Schränke, typisch wurde. Datiert ist das Gestühl in der Wandvertäfelung neben der Kanzel mit Anno 1572. Darüber befindet sich ein Wandgemälde aus der Zeit um 1470: Christus am Ölberg mit der Inschrift:
„God Vader solt et mäglik un van syne mode sin, so keer va mi de bittre pin.“

### Weitere Ausstattung
Mit der Geschichte der Kirche unlösbar verbunden ist die Burgmannsstadt Quakenbrück, ebenfalls eine Gründung des Osnabrücker Bischofs Konrad. Beherrschend waren in den ersten Jahrhunderten die adligen Geschlechter der Burgmannsfamilien. Die Bedeutung dieser Familien, die aus ländlicher Umgebung stammten und sich mit dem Bau eines Burgmannshofes in der Stadt niedergelassen hatten, spiegelt sich im Innern der Kirche wider. So tragen die Schlusssteine im Gewölbe des Landhauses neben den Wappen von Osnabrück und Quakenbrück die Wappen führender Burgmannsfamilien, nämlich die der Elmendorff, Boss und Dincklage. Auch am Chorgewölbe befindet sich eine lange Reihe von Wappen, namentlich die der Frydag, Nagel, Schele, Kobrinck, Brawe, Aswede, Düthe, Snetlage, Bockraden, Grothaus, Smerten und Knehem. Viele dieser Familien sind längst erloschen; die meisten Namen fanden schon im 13. und 14. Jahrhundert Erwähnung.
Das Epitaph des Pastors und Konsistonalrates Vitus Büscher stammt aus dem 17. Jahrhundert.
Die über der Tür zur Turmhalle angebrachte Friedensuhr stiftete 1648 Hilmar zur Mühlen, den hölzernen Taufstein 1721 der in Quakenbrück geborene, damalige Sekretär in Bergen, Johann Brun.